# دهستان مارگان
دهستان مارگان، یکی از دهستان‌های بخش مرکزی شهرستان هیرمند در استان سیستان و بلوچستان ایران است. مرکز این دهستان، روستای مارگان است.

## جمعیت
بر پایه سرشماری عمومی نفوس و مسکن در سال ۱۳۹۵، جمعیت دهستان مارگان برابر با ۱۲٬۳۵۵ نفر بوده‌است.